# 塾長 (パチスロライター)
塾長（じゅくちょう、1969年2月16日 - ）は、日本のパチンコ・パチスロライター。本名は五島 慶介（ごしま けいすけ）。身長179cm。血液型O型。東京都台東区出身、YMCA専門学校及び東京観光専門学校卒業。

## 来歴・人物
高校1年生の時にパチスロに出会う。初めて打ったパチンコ台はキングスター、パチスロ台は初代アラジン。1990年頃に登場した「綱取り」「エキサイトジャック」「フィーバーパワフル」などをきっかけにパチンコに熱中し、その間パチスロは一切撃たなかった。パチスロ4号機時代はキャッツアイを、5号機時代は北斗の拳転生をかなり打ち込んだ。2つの専門学校を卒業後、日本航空に就職。オーストラリアのシドニーで2年間現地係員として働く。
32歳でパチスロ必勝ガイド8月号にてライターデビュー。
30過ぎから髪の生え際が後退していくことに危機感を感じ、キャップをかぶる様になる。レーザー育毛にかなりの金額を費やしたおかげでその後キャップは被らないようになるほどに変化があった模様。自身ケチと思われることを嫌い、会計などは率先して行い来店営業の際差し入れを貰ったら必ずジュースを奢ることを心掛けていた。過去にメニエール病を発症したが2018年に6月に再発。